# Éric la panique
Éric la panique (Stressed Eric) est une série télévisée d'animation britannique d'humour noir en treize épisodes de 30 minutes, diffusée entre le 20 avril 1998 et le 11 octobre 2000 sur la chaîne BBC Two. La première saison a été diffusée aux États-Unis sur le réseau NBC.
En France, elle a été diffusée le 13 septembre 1998 sur Arte, et au Québec à partir du 30 août 1999 sur Canal Famille et en 2001 sur Vrak.

## Fiche technique
Sauf indication contraire, les informations mentionnées dans cette section peuvent être confirmées par la base de données cinématographiques IMDb,  présente dans la section « Liens externes ».
- Titre original : Stressed Eric
- Réalisation : Kim Burden, Roger Mainwood, Peter Western, Steve Loter, Cathy Malkasian et Steve Ressel
- Scénario : Carl Gorham, Michael Hatt et Gavin Rodgers
- Photographie :
- Musique : Peter Baikie, Jason McDermid et Mat Clark
- Casting : Kate Day et Barbara Wright
- Montage : Steve Hughes et John Bryant
- Décors :
- Costumes :
- Animation : Peter Hixson, Don Judge et Edouard Tchernov
- Production : Hank Azaria, Mitch Watson, Emmanuel Franck, Tanguy Olivier et Viktor Sleptsov
  - Producteur créatif : Stig Bergqvist
  - Producteur délégué : Carl Gorham, Miles Bullough, Rob Ulin, Claire Jennings, Jerry Hibbert, Gábor Csupó, Arlene Klasky, Terry Thoren et Howard Klein
  - Producteur coordinateur : Eryk Casemiro et Margot Pipkin
  - Producteur exécutif : Charlotte Loynes et Tim Sealey
  - Producteur superviseur : Kim Burden
- Sociétés de production : Klasky Csupo, Varga Studio, Absolutely Productions et BBC Worldwide
- Société de distribution : BBC Worldwide
- Chaîne d'origine : BBC Two et NBC
- Pays d'origine :  Royaume-Uni
- Langue originale : anglais
- Genre : Humour noir
- Durée : 30 minutes

## Voix

### Vois originales
- Mark Heap (R-U.), Hank Azaria (É-U.) : Eric Feeble
- Morwenna Banks (en) : Claire Feeble et Heather Perfect
- Gábor Csupó : Brian Feeble
- Doon Mackichan (en) : Maria Gonzalez et Alison Scabie
- Rebecca Front : Liz
- Alexander Armstrong : Ray Perfect
- Alison Steadman : Sue Perfect
- Geoffrey McGivern (en) : Paul Power
- Paul Shearer : Doc
- Gordon Kennedy : plusieurs personnages
- Clyde Kusatsu : Kanagawa-San

### Voix françaises
- Patricia Legrand : Claire Feeble
- Marie-Martine : Liz
- Didier Cherbuy : Le laveur de carreaux

 Source et légende : version française (VF) sur RS Doublage

## Épisodes

### Première saison (1998)
1. Nativité (Nativity)
2. Le Sex (Sex)
3. Le Poney (Pony)
4. L'Hôpital (Hospital)
5. La Pomme de terre (Potato)
6. Bien propre et bien rangé (Tidy)

### Deuxième saison (2000)
1. Éric la honte (Cricket)
2. Le Cri de la vessie (Bursting)
3. Vive le travail en équipe (Team)
4. Les Joies du camping (Tent)
5. Peines de cœur (Crush)
6. Une fille au pair bien légère (Au Pair)
7. Le Démon de midi (Drool)